# Taubenturm (West Pitkierie)

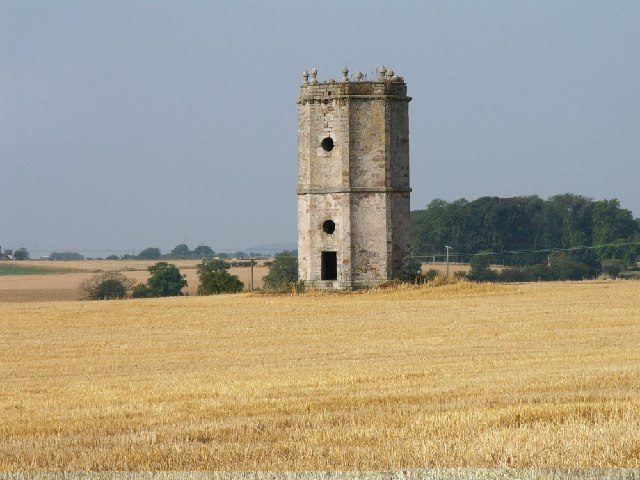
Taubenturm von West Pitkierie

Der Taubenturm von West Pitkierie ist ein Taubenturm nahe der schottischen Ortschaft Anstruther in der Council Area Fife. 1980 wurde das Bauwerk als Einzeldenkmal in die schottischen Denkmallisten in der höchsten Denkmalkategorie A aufgenommen.

## Geschichte
Der Taubenturm stammt aus dem späteren 18. Jahrhundert. Er befand sich auf dem Anwesen eines Herrenhauses namens Pitkierie. Von diesem sind heute keine Spuren mehr auffindbar. Möglicherweise befindet sich ein nahegelegener Bauernhof am Standort des ehemaligen Herrenhauses.

## Beschreibung
Der Taubenturm von West Pitkierie steht isoliert rund zwei Kilometer nördlich von Anstruther. Der zweistöckige Turm weist einen oktogonalen Grundriss mit konkav gekrümmten Seitenflächen auf. Sein Mauerwerk besteht aus Bruchstein, der teils mit Harl verputzt ist. Sowohl das Sockel- als auch das Gurtgesims zwischen den beiden Stockwerken bestehen hingegen aus Naturstein. An der Westseite führt eine längliche Türe ins Innere. Darüber sind in beiden Stockwerken Rundfenster eingelassen. Es läuft ein Kranzgesims mit Brüstung und aufsitzenden Urnen auf den Kanten um.